# Bois-du-Luc
Bois-du-Luc è un piccolo borgo  ora integrato nella la città di La Louvière in Belgio.
Viene considerato il più antico centro per l'estrazione del carbone nella regione. Fu la sede della "Société des Charbonnages de Bois-du-Luc" ormai convertita in museo.

## Storia
Già nel 1685 fu costituita una società per l'estrazione del carbone denominata "Socièté du Grand Conduit et du Charbonnage d'Houdeng".
Nel 1766 questa società fu la prima a dotarsi d'una macchina di Thomas Newcomen per l'eduzione dell'acqua.
Dopo varie vicissitudini, nel 1842 fu costituita la "Société des Charbonnages de Bois-du-Luc" che applicò il principio del paternalismo. Questa società ebbe 3 sedi d'estrazione (Bois-du-Luc, Beaulieu, Le Quesnoy) che dopo la seconda guerra mondiale fecero ricorso massivamente alla manodopera italiana nel quadro del  Protocollo italo-belga.
L'attività estrattiva cessò nel 1973 a Le Quesnoy.
Oggi sorge un ecomuseo.